# Didn’t We (песня Ричарда Харриса)
«Didn’t We» — песня, записанная ирландским певцом и актером Ричардом Харрисом для его дебютного студийного альбома A Tramp Shining (1968). Она была написана и спродюсирована Джимми Уэббом и первоначально вышла как бисайд для сингла Харриса 1968 года «MacArthur Park». Вскоре песня стала самостоятельным синглом и была выпущена лейблом Dunhill Records также в 1968 году. Песня представляет собой традиционная поп-музыку, Харрис поёт о своей жизни в прошлом.
Американская вокалистка Барбра Стрейзанд записала свою версию «Didn’t We» в 1972 году для своего второго концертного альбома Live Concert at the Forum. Её версия достигла пика на 82 позиции в американском Billboard Hot 100 и 22 — в Adult Contemporary. В 2012 году певица выпустила студийную запись «Didn’t We» на своем сборнике Release Me. 